# Super Columbine Massacre RPG!
Super Columbine Massacre RPG! es un videojuego de rol creado por Danny Ledonne y lanzado el 20 de abril de 2005. El juego recrea el incidente de 1999 en el instituto Columbine, cerca de Littleton (Colorado). Los jugadores adoptan el papel de los pistoleros Eric Harris y Dylan Klebold y escenifican la masacre, con flashbacks que narran partes de las vivencias pasadas de Harris y Klebold. El juego arranca el día de los tiroteos y acompaña a Harris y Klebold tras sus suicidios a aventuras ficticias en la perdición.
Ledonne había dedicado muchos años a la concepción de juegos, pero nunca había realizado ninguno debido a su falta de conocimientos de diseño y programación de juegos. Se inspiró para crear el videojuego sobre Columbine en su propia experiencia de acoso escolar y en el efecto que el suceso tuvo en su propia vida. El proyecto representa una crítica a la sensacionalista imagen que los medios de comunicación tradicionales dieron al tiroteo (en especial, al papel de los videojuegos), así como una forma de parodiar los propios videojuegos. Super Columbine Massacre se creó con el software de desarrollo de juegos RPG Maker 2000 de ASCII y tardó aproximadamente seis meses en completarse. Ledonne en un principio publicó el juego de forma anónima, publicando una declaración de artista sobre su obra después de que se revelase su identidad. Super Columbine Massacre se difundió gratuitamente en Internet y no atrajo mucha atención hasta 2006, cuando la amplia repercusión mediática propició cientos de miles de descargas.
La recepción de Super Columbine Massacre fue desfavorable; se criticó el título por banalizar las conductas de Harris y Klebold y las muertes de los inocentes. Los detractores consideraron que la presentación en forma de caricatura del juego y la trama secundaria en el infierno opacaban el mensaje del juego, pero recibió una pequeña valoración por ser un juego que trascendía las asociaciones estereotipadas del sector como forma de entretenimiento para el público infantil. Los temas y el contenido de Super Columbine Massacre provocaron que se incorporara a los debates sobre si los videojuegos causan violencia; el título se incluyó posteriormente como uno de los potenciales factores de motivación del autor del tiroteo del Dawson College en 2006. El juego ha sido descrito como un título artístico, y Ledonne se ha convertido en un portavoz de los videojuegos como forma de arte, produciendo un documental en 2008 llamado Playing Columbine sobre su juego y su impacto. 

## Jugabilidad
Super Columbine Massacre RPG! es un videojuego de rol, en el que los jugadores controlan las acciones de los adolescentes Eric Harris y Dylan Klebold; la pareja que ingresó a la Escuela Secundaria Columbine de Colorado el 20 de abril de 1999 y mató a 13 personas antes de apuntarse sus propias armas en la biblioteca. Gran parte del juego tiene lugar en una vista en tercera persona, con los jugadores controlando a Harris y Klebold desde una perspectiva aérea. Los gráficos y los personajes recuerdan deliberadamente a un videojuego de la era de 16 bits; Si bien el contenido es violento, la violencia no se representa gráficamente.
Cuando los jugadores comienzan una batalla, la pantalla cambia a una vista en primera persona del enemigo; Los enemigos son nombrados por estereotipos u ocupaciones, como "Chica de clase alta", "Conserje", "Profesor de matemáticas" o "Deportista". El combate tiene dos opciones: "juego automático", donde el juego elige el arma a usar, o "juego manual", en el que el jugador decide usar un arma cuerpo a cuerpo, explosivo, pistola o maniobra defensiva contra los enemigos. Una vez que comienza una batalla, es imposible evitarla o escapar; el jugador debe matar al enemigo o morir. El texto narra eventos y acciones de batalla, como encontrar una bolsa u obtener un arma.
A medida que avanza el juego, se producen flashbacks que muestran eventos en la vida de Harris y Klebold que pueden haber causado que cometieran estos asesinatos; los eventos de la vida real se comprimen en el marco de tiempo del juego con fines narrativos. Gran parte de la trama se construye alrededor de los eventos tal como se cree que ocurrieron; las líneas de diálogo de los criminales a menudo se extraen textualmente de sus escritos o de sus propios videos caseros. En contraste con los gráficos de 16 bits hay fotografías digitalizadas del tiroteo o muestras de voz completa de informes de noticias; las fotos de la escuela se utilizan como fondo durante las escenas de batalla.

## Trama
El juego comienza cuando la madre de Eric Harris lo despierta el 20 de abril de 1999. Harris llama a Dylan Klebold, y la pareja se reúne en el sótano de Harris para planear una serie de atentados que precederán a su rodaje planeado. Los dos recuerdan el acoso que experimentaron en Columbine High y expresan rabia hacia aquellos que perciben como sus verdugos. Harris y Klebold hacen un video, disculpándose con sus padres y pidiéndoles que no se culpen por lo que seguirá. Ambos jóvenes recogen sus pistolas y bombas, empacan una bolsa con armas y se van de casa. 
En la siguiente escena Harris y Klebold están parados fuera de su escuela secundaria. El jugador los guía a la cafetería para plantar sus bombas de propano cronometradas sin ser detectados por cámaras de seguridad o monitores de pasillo. Una vez colocados los explosivos, los dos se detienen un momento en una colina a las afueras de la escuela y discuten sobre su alienación y hostilidad. Después de que las bombas no exploten como habían planeado, Harris y Klebold deciden entrar en la escuela y asesinar a tanta gente como puedan; el número final de muertos depende del jugador. Después de deambular por la escuela disparando a inocentes, Harris y Klebold se suicidan. Se reproduce un montaje de clips que muestran los cadáveres de Harris y Klebold, estudiantes consolándose unos a otros y fotos de la infancia de los pistoleros.
La segunda parte del juego muestra a Klebold solo en el infierno. Después de combatir a los demonios y monstruos del videojuego Doom, Klebold se reúne con Harris, y profesan su entusiasmo por la oportunidad de vivir su videojuego favorito. La pareja se encuentra en la "Isla de las Almas Perdidas", donde conocen a personajes de ficción como Pikachu, Bart Simpson, Mega Man, Mario y personalidades como J. Robert Oppenheimer, JonBenét Ramsey, Malcolm X, Ronald Reagan y John Lennon. A continuación, entregan un ejemplar de Ecce Homo a Friedrich Nietzsche antes de luchar contra el diseño de Satanás de South Park. Tras su victoria, Satanás les felicita por sus hazañas. 
El juego vuelve al instituto Columbine, donde se celebra una conferencia de prensa sobre los asesinatos. Algunos de los diálogos aparecen tal y como se pronunciaron tras el suceso real, mientras que otras líneas caricaturizan las fuerzas políticas que actuaron tras los asesinatos. La conferencia hace referencia a la defensa del control de armas, al fundamentalismo religioso y a la implicación de los medios de comunicación en Marilyn Manson y los videojuegos que jugaban como culpables del tiroteo.